# Gianni Lucini
Gianni Lucini (Novara, 12 settembre 1953) è un giornalista, scrittore, drammaturgo, sceneggiatore italiano.

## Biografia
Gianni Lucini, all'anagrafe Giovanni, cresce e vive gli anni dell'infanzia e dell'adolescenza a Lesa, sul Lago Maggiore, cittadina della quale diventa anche Sindaco dal 1990 al 1999.
Negli anni Settanta fa la sua prima esperienza giornalistica nel settimanale torinese Nuova Società e nel 1977 lavora nel settore Pubbliche Relazioni di una Casa discografica torinese partecipando in qualità di addetto stampa a tour di vari artisti. Negli stessi anni ai microfoni dell'emittente alternativa novarese Radio Kabouter conduce Il coperchio, un programma musicale in onda il giovedì sera. 
Collabora a varie riviste e dal 1987 al 1989 dirige Pilaf un mensile d'informazione destinato agli operatori dello spettacolo.
Nel 1989 scrive i soggetti e i dialoghi della miniserie tv L'esperto e l'assistente con la regia di Paolo Beldì
Nel 1993 all'Avana collabora a un progetto sull'editoria, sulla musica, sul cinema e sul multimediale del Ministero della Cultura di Cuba
Nel 1995 è in Vietnam in qualità di addetto stampa dell'Istituto per i Rapporti Culturali ed Economici tra Italia e Vietnam.
Dal 1999 al 2007 si occupa di storia e critica musicale per il quotidiano Liberazione sul quale cura la rubrica quotidiana Rock & Martello.
Nel 2001, insieme al novarese Valerio Peretti Cucchi  è  tra gli ideatori e i realizzatori di Squizz, il primo trivial interattivo per computer.
Sempre nel 2001 il regista Citto Maselli gli affida la Consulenza Musicale di "Un altro mondo è possibile", il film girato con il contributo di tutti i principali registi italiani nelle giornate del G8 a Genova.
Nello stesso anno insieme al cantautore e regista Paolo Pietrangeli realizza l'album Suoni di Liberazione  un'antologia che contiene brani di Giovanna Daffini, Osanna, Area, Pete Seeger, The Groovers, Gang, Ivan Della Mea, Giovanna Marini, Litfiba, Fausto Amodei, Stormy Six e altri artisti. Visto il successo dell'esperienza nel 2002 si ripete e con Paolo Pietrangeli e Michele Anelli realizza l'album Not in my name cui partecipano una lunga serie di cantanti e gruppi italiani.
Dal 2008 al 2011 presiede la giuria del Premio Fuori dal Controllo, assegnato nel corso del MEI (Meeting Etichette Indipendenti) a quegli artisti che si sono segnalati per la capacità di muoversi al di fuori delle regole del music business.
Nel 2009 è tra gli sceneggiatori de "La divinità dell'acqua", un cortometraggio diretto da Enrico Omodeo Salé e tratto dal suo racconto omonimo inserito nella raccolta "Niente è scontato" del 1992. Sempre nel 2009 entra a far parte del progetto satirico-demenzial-politico-multimediale Kapas8, creato e coordinato da Paolo Pietrangeli.
Nei mesi di gennaio e febbraio del 2010 e da giugno 2010 ad aprile 2011 cura la rubrica Una storia in musica nel programma di Ilaria Panico in onda su Radio Orizzonti Activity di Galatina (Le).
Dal 2009 al 2014 scrive sul quotidiano L'Altro poi divenuto settimanale con il titolo Gli Altri.
Nel 2012 è direttore della web tv Pulsar Channel.
Dal giugno 2014 all'agosto 2015 scrive di musica e spettacolo per il quotidiano Il Garantista.
Dall'aprile 2016 a marzo 2017 scrive di musica, cultura e storia del costume sul quotidiano L'indro.
Dall'aprile 2017 cura una rubrica di musica, cultura e storia del costume sul quotidiano Daily Green.
Dal dicembre 2021 è Direttore Responsabile della web radio Radio Poderosa di Torino 

## Pubblicazioni
- Sarà primavera (Poesie, Autoprodotto, 1972)
- Meglio danzare (Poesie, Ed. Tempo Sensibile, 1983)
- Il tempo del sorseggio (Poesie, Ed. Tempo Sensibile, 1985)
- Quaterna (con Aldo Ferraris, Eda Palatini Passarello e Bernardino Prella, Poesie, Ed. Tempo Sensibile, 1987)
- Niente è scontato (Narrativa, Magia Libri, 1992)
- I miti del rock (opera enciclopedica a fascicoli della Fabbri Editori, 1993)
- Dizionario della canzone italiana (all'interno de “La canzone italiana”, opera a fascicoli della Fabbri Editori, 1995)
- Si balla! (Discografie e commenti per opera a fascicoli della Fabbri Editori, 1997)
- Cinquanta schede monografiche di Grandi Voci con relative discografie e analisi storica di centoventicinque canzoni per Videocorso di Canto, un'opera a fascicoli curata dal chitarrista della PFM Franco Mussida (Fabbri Editori, 1997)
- Claudio Villa (opera a fascicoli, Hobby & Work, 1998)
- L'evoluzione della società, del costume e della canzone italiana dagli anni Trenta a oggi (volume a parte dell'opera a fascicoli su Claudio Villa, Hobby & Work, 1998)
- Storia di Luciano Tajoli (opera a fascicoli, Hobby & Work, 1998)
- Il Dizionario degli interpreti dell'epoca d'oro della canzone italiana (volume a parte dell'opera a fascicoli su Luciano Tajoli, Hobby & Work, 1998)
- Bob Marley, il mito del reggae (Sonzogno, 1999)
- Il grande libro degli scooter (RCS, 1999)
- Mina, la sua vita, i suoi successi (Sonzogno, 1999)
- Gli Inti Illimani e la canzone latina di protesta (Tempo Libro - RCS, 2000)
- Canti popolari e di lotta (MRC, 2002);
- Le mitiche auto degli anni Cinquanta e Sessanta (opera a fascicoli, Hachette, 2005)
- Anni Cinquanta in musica (nel volume "Il presente e la Storia", ISR Cuneo, 2005)
- Les Grands Chansonniers (70 libretti monografici + CD, Hobby & Work, 2006)
- I Grandi Classici del Western all'Italiana (45 libretti monografici + DVD, RCS, 2006)
- Mazzarditi, esperienza d'autogoverno o pirati? (nel volume "Banditi e ribelli dimenticati", Lampi di Stampa, 2006)
- Una serata con Casadei (15 libretti monografici + CD, RCS, 2007)
- Cinema e misteri d'Italia (26 libretti monografici + DVD, RCS, 2007)
- Le nuove stelle del Cinema Italiano (10 libretti monografici + DVD, RCS, 2008)
- Ieri, oggi, domani (la cronaca del Novecento), (volume a parte dell'opera a fascicoli "Ape collection", Hachette, 2008)
- Nome di battaglia: Ribelli (Libretto allegato all'omonimo Cd di Michele Anelli, 2009)
- Sergio Leone e i grandi western all'italiana (45 libretti monografici + DVD, RCS, 2009)
- I Miti della canzone italiana (50 libretti monografici + CD, Hobby & Work, 2009)
- Oggi mi alzo e canto! (Libretto allegato all'omonimo Cd di Michele Anelli, 2009)
- Il grande cinema di Dustin Hoffman (25 libretti monografici + DVD, RCS, 2010)
- Abbassa la tua radio per favore (in Michele Anelli, Radio Libertà. Dalla radio della Resistenza alla resistenza della radio, Vololibero Edizioni, ISBN 9788897637127, 2013)
- Luci, lucciole e canzoni sotto il cielo di Parigi (Storie di chanteuses nella Francia del primo Novecento) (Segni e Parole, ISBN 9788890849442, 2014)
- I piccoli demoni della valle (Racconto inserito nell'antologia "Giallo Nuar", Asinochilegge, ISBN 9788890942853, 2015|)
- Dea e Ciano - i piccoli demoni della valle (Graphic Novel con disegni di Bruno Testa - Segni e Parole, ISBN 9788890849497, 2016)
- Lucciole vagabonde del Caffè Concerto (Storie di sciantose e canzonettiste a Napoli e nell'Italia di fine Ottocento) (Segni e Parole,  ISBN 9788894284973, 2018)
- Ho sparato al domani (Racconti, scritto insieme a Michele Anelli - Segni e Parole, ISBN 9788894284928, 2020)
- I guardiani della valle (Segni e Parole, ISBN 	9788894511925, 2021)
- La musica la mia vita (biografia di Brunetta per il suo ultimo concerto, 2021)
- ...e ora pagateci i danni di Woodstock (Segni e Parole, ISBN 9791280803030, 2022)
- La gente del lago non guarda il lago (Scritto con Jessica De Giuli - Segni e Parole, ISBN 9791280803054, 2023)
- Chansons e chansonniers nelle notti di Parigi (Segni e Parole, ISBN 9791280803290, 2024)
- Anni Cinquanta, il decennio che inventò l’Italia (Segni e Parole, ISBN 9791280803191, 2025)

## Lavori teatrali
- Metropoli (musical, 1977)
- La terra dentro (1978)
- Storia del contadino Ivan lo Sciocco e del suo popolo (rielaborazione de "La presa del potere di Ivan lo Sciocco" di Antonio Porta, scritto a quattro mani con Guido Tonetti, 1979)
- Sullo stesso carro (1981)
- Il sentiero dell'ultimo viaggio (con le canzoni di Silvana Simone, 1985)
- Poesie e canzoni minime (1986)
- Non è l'8 marzo... (ovvero la donna del tenente francese) (1991)
- Parola di Luigi (1993)
- Un usignolo dal cuore grande (omaggio a Edit Piaf per attrice, cantante e piccola orchestra) (2000)
- Non si può uccidere una corrente d'aria (con le canzoni di Federico Sirianni, 2006)
- Il cielo della sala d'aspetto (2011)
- ...forse erano 1000 ma non li ho contati (scritto a quattro mani con Tiziana Regine, 2011)
- Non trattateci male, siamo qui per caso (scritto a quattro mani con Tiziana Regine, 2013)
- Partigiani. Io c'ero (2015)
- Margherita della Parete Calva (scritto a quattro mani con Eleonora Pizzoccheri, 2018)
- Alla faccia dei malmostosi (scritto a quattro mani con Sonia Frassei, 2019)
- Sante, sciantose e lucciole vagabonde (scritto a quattro mani con Sonia Frassei, 2021)
- Compagni! (con le musiche di Michele Anelli, 2021)